# Donske, Berezivka
Donske (în ucraineană Донське) este un sat în comuna Berezivka din raionul Berezivka, regiunea Odesa, Ucraina.

## Demografie
Componența lingvistică a localității Donske
     Ucraineană (96,77%)
     Alte limbi (3,24%)
Conform recensământului din 2001, majoritatea populației localității Donske era vorbitoare de ucraineană (96,77%), existând în minoritate și vorbitori de alte limbi.